# Ammissione all'Unione
La clausola di ammissione all'Unione (in lingua inglese: Admission to the Union Clause) è una clausola della Costituzione degli Stati Uniti, detta anche Clausola dei Nuovi Stati (New States Clause), che si trova all'Articolo IV, Sezione 3, Clausola 1; essa autorizza il Congresso degli Stati Uniti ad ammettere nuovi Stati nell'Unione oltre ai tredici già esistenti al data di entrata in vigore della Costituzione. La Costituzione entrò in vigore il 21 giugno 1788 in nove stati che l'avevano ratificata, e il governo federale iniziò ad operare secondo la Costituzione il 4 marzo 1789, quando essa era in vigore in 11 dei 13 stati. Da allora, 37 stati sono stati ammessi all'Unione ed ognuno di questi è stato ammesso secondo il principio di eguaglianza con gli altri stati già esistenti.
Dei 37 stati ammessi all'Unione dal Congresso, tutti tranne sei sono stati stabiliti all'interno di un territorio incorporato organizzato degli Stati Uniti. Gli stati creati dai territori possono comprendere tutto il territorio, o solo una parte di esso; quando la popolazione di un territorio o di una regione è cresciuta a sufficienza e ha espresso al governo federale il desiderio di diventare uno stato, il Congresso nella maggior parte dei casi approva una legge che autorizza le persone del territorio a redigere la proposta di una Costituzione dello stato come passo verso l'ammissione all'Unione. L'utilizzo di una legge è una pratica storica comune, ma diversi stati sono stati ammessi all'Unione senza una legge di questo tipo.
In molti casi, la legge abilitante ha dettagliato il meccanismo di ammissione del territorio come stato, dopo la ratifica della sua costituzione e l'elezione delle cariche pubbliche statali. Anche se l'uso di tale legge è stata una pratica tradizionale storica, diversi territori hanno redatto costituzioni sottoponendole al Congresso senza una legge abilitante, e sono stati successivamente ammessi. Il processo fu stabilito tramite la Land Ordinance del 1784 e l'Ordinanza del nordovest del 1787, entrambe entrate in vigore prima della Costituzione degli Stati Uniti.
La clausola di ammissione all'Unione proibisce la creazione di nuovi stati da parti di stati esistenti, senza il consenso di tutti gli stati coinvolti e del Congresso. L'intento primario di questa regola era di fornire ai quattro stati orientali che ancora stavano rivendicando territori occidentali (Connecticut, Georgia, Carolina del Nord e Virginia) il diritto di veto sul fatto che le loro contee occidentali potessero divenire stati a sé stanti. La regola ha da allora svolto la stessa funzione, ogni volta che nasceva la proposta della divisione di uno stato esistente.